# ATM (časopis)
Časopis ATM je specializovaný odborný měsíčník zaměřený na všechny oblasti vojenství. Magazín je vydáván a distribuován v Česku i na Slovensku.

## Historie
V roce 1969 začalo nakladatelství Naše vojsko ve spolupráci s tehdejším ministerstvem národní obrany vydávat časopis ATOM, Armádní technický obrázkový měsíčník, jehož první číslo vyšlo 5. ledna 1969. ATOM obsahoval především články o minulosti, současnosti a budoucnosti vojenské techniky. Navzdory politicky tendenčnímu vyznění většiny článků se jednalo o kvalitní a odborně fundované periodikum, které si našlo si široký okruh čtenářů mezi vojáky z povolání, civilními odborníky i dalšími zájemci o problematiku vojenské techniky.
V roce 1990 byl časopis ATOM přejmenován na Armádní technický magazín (ATM) a jeho vydávání převzalo ministerstvo obrany ve spolupráci s nakladatelstvím Magnet Press. Magazín ATM se v roce 2000 stal součástí divize vojenského tisku Ministerstva obrany ČR AVIS. Šéfredaktorem ATM byl jmenován Dr. Jiří Csermelyi. Na počátku roku 2003 koupila práva na vydávání ATM společnost 100+1 a šéfredaktorem časopisu byl jmenován novinář David Šebek. Původní redakce ATM přestoupila pod vydavatelství Aeromedia, patřící slovenské společnosti Magnet Press Slovakia, a začala vydávat vlastní časopis se zkratkou ATM – Armády, technika, militaria.
Od roku 2004 vydávala Armádní technický magazín firma StarPRESS. V polovině roku 2005 koupil Magnet Press Slovakia práva i na Armádní technický magazín, který od července 2005 vycházel ve vydavatelství Aeromedia. Vedení společnosti se proto rozhodlo nastavit profily obou časopisů tak, aby si vzájemně příliš nekonkurovaly. Armádní technický magazín (atm) přinášel zejména kratší články, novinky a komentáře k aktuálním událostem vojenského charakteru, zatímco v magazínu Armády, technika, militaria (ATM) se objevovaly především rozsáhlejší analytické články z minulosti, současnosti i budoucnosti vojenství. Šéfredaktorem Armádního technického magazínu byl jmenován odborník na pozemní a leteckou techniku Ing. Zdeněk Odehnal.
Počínaje květnovým číslem roku 2007 se oba dosavadní tituly (atm – armádní technický magazín a ATM – Armády, technika, militaria) spojily pod názvem ATM.

## Vydavatel
Časopis ATM vydává MAGNET PRESS, SLOVAKIA s.r.o. ve spolupráci s AEROMEDIA, a.s., na základě licence MAGNET PRESS, CZ s.r.o.

## Redakce
Redakce časopisu ATM:
- Michal Zdobinský – šéfredaktor
- Dušan Rovenský – zástupce šéfredaktora
- Ján Begala – zástupce šéfredaktora pro Slovensko
- Jarmila Xaverová – vedoucí vydání
- Tomáš Soušek – letecká technika
- Lukáš Visingr – externí spolupracovník
- Ivan Zajac – externí spolupracovník, námořní technika
- Miroslav Gyürösi – externí redaktor